# Ahmed Shaheed
Ahmed Shaheed (né en 1964) est un homme politique maldivien.
Il est ministre des Affaires étrangères du 14 juillet 2005 au 21 août 2007, puis à partir du 12 novembre 2008.
En août 2011, il est nommé Rapporteur spécial des Nations unies sur la situation des droits de l'homme en Iran avant de devenir, en novembre 2016, Rapporteur spécial des Nations unies sur la liberté de religion ou de conviction, succèdant à Heiner Bielefeldt,. Après six ans à ce poste, Nazila Ghanea lui succède en août 2022.